# Волица (Житомирский район)
Волица (укр. Волиця) — село на Украине, находится в Житомирском районе Житомирской области.
Код КОАТУУ — 1822086503. Население по переписи 2001 года составляет 405 человек. Почтовый индекс — 12446. Телефонный код — 412. Занимает площадь 0,065 км².

## Адрес местного совета
12444, Житомирская область, Житомирский р-н, с.Сингуры, ул.Ленина, 1

## Персоналии
- Терещук, Иван Андреевич (1915—1994) — Герой Советского Союза.